# Kazumura Cave
Die Kazumura Cave ist eine Höhle auf Hawaii. Sie ist mit 65,5 Kilometern die längste und mit 1101 Metern auch die tiefste Lavaröhre der Welt.
Die Höhle erstreckt sich von Volcano bis Hawaiian Paradise Park am östlichen Abhang des Kīlauea, des momentan aktivsten Vulkans auf der Hauptinsel Hawaii. Sie entstand vor etwa 300 bis 500 Jahren. Erst in den 1990er Jahren wurde erkannt, dass mehrere bereits bekannte Höhlen als Teile des großen zusammenhängenden Höhlensystems der Kazumura Cave anzusehen sind.
Eines der besonderen Merkmale der Kazumura-Höhle sind die zahlreichen Lavafälle. Sie weisen eine Höhe bis zu 13,7 m auf. Am Boden bildete sich jeweils eine hohe, breite Kammer, teilweise mit Stalagmiten.
Die Höhle ist nur gering touristisch erschlossen, es werden jedoch geführte Besichtigungen und Höhlenwanderungen nach Vereinbarung angeboten.